# Michael Bingham
Michael Bingham (Sylva, Estados Unidos, 13 de abril de 1986) es un atleta nacido estadounidense y nacionalizado británico, especialista en la prueba de 4 x 400 m, con la que llegó a ser subcampeón mundial en 2009.

## Carrera deportiva
En el Mundial de Berlín 2009 gana la medalla de plata en los relevos 4 x 400 m, con un tiempo de 3:00.53 (mejor marca personal de este equipo británico), tras los estadounidenses y por delante de los australianos. También ganó la medalla de bronce en los relevos 4 x 400 metros en las Olimpiadas de Pekín 2008.